# Mirošovice
Mirošovice – miejscowość w okolicach Pragi w Czechach w kraju środkowoczeskim. Liczy 1322 mieszkańców (2016).